# Degerhamn
Degerhamn is een plaats in de gemeente Mörbylånga in het landschap en eiland Öland en de provincie Kalmar län in Zweden. De plaats heeft 372 inwoners (2005) en een oppervlakte van 104 hectare.
Degerhamn heeft een jachthaven; het ligt aan de Zweedse weg 136 (Noord>Zuid) en vanuit Degerhamn loopt een weg naar Seby aan de Oostzeekust (West>Oost).
Albrunna · Alby · Algutsrum · Alvlösa · Arontorp · Ås · Bläsinge · Bredinge · Bröttorp · Bårby · Degerhamn · Dörby · Eketorp · Eriksöre · Frösslunda · Färjestaden · Gettlinge · Glömminge · Gräsgård · Grönhögen · Gårdby · Gårdstorp · Hagby-Bläsinge · Hammarby · Hässleby · Hulterstad · Isgärde · Karlevi · Kastlösa · Kleva · Kråketorp · Lenstad · Lindby · Mellby · Mysinge · Mörbylilla · Mörbylånga · Norra Kvinneby · Norra Möckleby · Norra Näsby · Näsby · Össby · Ottenby · Resmo · Risinge · Runsbäck · Ryd · Rösslösa · Seby · Skogsby · Skärlöv · Smedby · Solberga · Stenåsa · Stora Frö · Sägerstad · Södra Möckleby · Torngård · Triberga · Ventlinge · Vickleby · Västerstad